# Ouanary (rivière)
Pour les articles homonymes, voir Ouanary (homonymie).
L'Ouanary est une rivière située dans le département de la Guyane en Amérique du Sud sur la commune homonyme de Ouanary.

## Hydrologie
De 55,8 km de longueur, l'Ouanary possède deux affluents principaux que sont le Petit Ouanary et la rivière Élionore. Il est lui-même le dernier affluent du Oyapock où il se jette au niveau de son estuaire dans l'océan Atlantique.